# Claire Martens
Claire Martens-America (Maarssen, 19 september 1987) is een Nederlands politica namens de VVD. Sinds 6 december 2023 is ze lid van de Tweede Kamer der Staten-Generaal.
Daarvoor was ze vanaf 13 maart 2019 lid van de Amsterdamse gemeenteraad, waarvan vanaf maart 2022 als fractievoorzitter. Bij de gemeenteraadsverkiezingen van 16 maart 2022 was ze lijsttrekker van de VVD. In 2023 stond ze op plaats 20 van de VVD-kandidatenlijst voor de Tweede Kamerverkiezingen.

## Privé
Martens heeft havo gedaan aan het Christelijk Lyceum Zeist. Ze is getrouwd en heeft een dochter.
Thierry Aartsen · Bente Becker · Harry Bevers · Bart Bikkers · Martijn Buijsse · Eric van der Burg · Thom van Campen · Rosemarijn Dral · Wendy van Eijk-Nagel · Ulysse Ellian · Silvio Erkens · Peter de Groot · Jacqueline van den Hil · Roelien Kamminga · Arend Kisteman · Daan de Kort · Claire Martens · Wim Meulenkamp · Ingrid Michon-Derkzen · Queeny Rajkowski · Judith Tielen · Hester Veltman-Kamp · Aukje de Vries · Dilan Yeşilgöz
- Parlement.com: vm6bijxzdgzw